# 甲佐駅
甲佐駅（こうさえき）は、かつて熊本県上益城郡甲佐町にあった熊延鉄道の駅（廃駅）である。

## 歴史
- 1923年（大正12年）4月28日：御船鉄道（後に熊延鉄道）が御船駅から延伸した際の終着駅として開業[1]。
- 1932年（昭和7年）12月25日：当駅 - 砥用間開業に伴い中間駅となる[1]。
- 1964年（昭和39年）3月31日：熊延鉄道廃線に伴い廃止[1]。

## 駅構造
島式ホーム1面2線を有する地上駅であった。
1962年（昭和37年）まで内大臣森林鉄道と接続しており、材木を積み替えて南熊本駅まで運搬していた。

## 輸送実績
| 年度 | 乗客数 | 貨物量（トン） |
| ---- | ------ | -------------- |
| 1923 | 67,006 | 5,060          |
| 1924 | 68,750 | 8,766          |
| 1925 | 68,956 | 9,264          |
| 1926 | 57,815 | 11,343         |
| 1927 | 54,706 | 10,371         |
| 1928 | 52,815 | 9,982          |
| 1929 | 53,688 | 5,417          |
| 1930 |        |                |
| 1931 | 50,841 | 6,738          |
| 1932 | 44,699 | 7,152          |
| 1933 | 55,352 | 7,285          |
| 1934 | 61,062 | 6,059          |
| 1935 | 72,384 | 6,026          |
| 1936 | 66,788 | 6,590          |

- 「私設鉄道汽車乗客荷物及賃金」『熊本県統計書』各年販

## 現在
駅跡は国道443号沿いにある熊本バス甲佐営業所の車庫になっている。

## 隣の駅
熊延鉄道
浅井駅 - 甲佐駅 - 南甲佐駅